# Dysgonia ochrata
Dysgonia ochrata är en fjärilsart som beskrevs av Fawcett 1916. Dysgonia ochrata ingår i släktet Dysgonia och familjen nattflyn. Inga underarter finns listade i Catalogue of Life.